# Elizabeth Anscombe
Gertrude Elizabeth Margaret Anscombe, citada com G.E.M. Anscombe (Limerick, Irlanda) 18 de març de 1919 - Cambridge, Anglaterra, 5 de gener de 2001) fou una important filòsofa analítica, deixebla de Ludwig Wittgenstein. Va estudiar a la Universitat d'Oxford i ocupà la càtedra de Filosofia de la Universitat de Cambridge del 1970 al 1986, any en què es jubilà. Ha estat molt reconeguda per la important tasca d'edició del llegat de Wittgenstein, en què trobem l'edició i traducció de les Investigacions Filosòfiques, i també per la seva contribució personal al desenvolupament de la filosofia contemporània amb publicacions respecte a temes ètics i de filosofia de la ment. Intention (1957), la seva obra més coneguda, dona inici a la teoria contemporània de l'acció, recuperant la filosofia pràctica en el context analític.

## Vida
Elizabeth Anscombe va néixer el 18 de març de 1919 a la ciutat de Limerick, on el pare, oficial de l'exèrcit, havia estat destinat. Filla d'una família anglesa, va estudiar al Syndenham School i, en acabar el batxillerat, fou admesa a la Universitat d'Oxford com a alumne del St.Hugh's college per iniciar els estudis de Litterae Humaniores (que cursaven matèries de Llengües Clàssiques, Filosofia i Història Antiga). El sistema universitari d'Oxford incloïa la figura del tutor, que pertanyia al college i que supervisava els alumnes en la preparació de les diverses matèries d'estudi. Sembla que Elizabeth Anscombe va tenir com a tutor el filòsof G.Ryle
Als inicis dels anys 30, Anscombe començà a interessar-se pel catolicisme i l’any 1938 va ser admesa per l'Església catòlica, fet que va marcar els seus primers anys d’universitat. Tanmateix, hi havia una sèrie de dificultats intel·lectuals que se li plantejaven per acceptar la fe catòlica. En concret, el paper de la causalitat en l'existència de déu. En els interrogants sobre la causalitat, Anscombe començaria a desenvolupar una reflexió pròpia i original que culminaria en la lliçó inaugural pronunciada a la Universitat de Cambridge molts anys més tard, al 1971, anomenada “Causality and Determination”. Al llarg de la seva vida també presentaria un qüestionament al voltant del problema crític en el coneixement, del qual no trobava arguments concloents per rebatre les postures escèptiques i fenomenistes, així com per temes bèl·lics, sorgits de les grans turbulències de la política europea en els anys posteriors al seu ingrés a la universitat. Sobre aquest tema redactaria diferents escrits al llarg de la seva vida com l’article escrit en la joventut juntament amb un altre company, Norman Daniel, titulat “The Justice of the Present War” (1939) i altres de maduresa com “Mr.Truman Degree” (1956) i “War and Murder”(1961).
En acabar els estudis, es va casar amb Peter Geach, amb qui tindria 7 fills. A la vegada, continuà al St.Hugh’s com a Research Student fins que l’any següent, al 1942, va obtenir una Research Fellowship al Newnham College de Cambridge, on va conèixer Wittgenstein. La filosofia que es feia a Cambridge tenia poc a veure amb el que Anscombe havia conegut a Oxford, ja que el gir lingüístic que s'estava produint allà era gairebé ignorat a Oxford. Elizabeth Anscombe fou una de les poques excepcions d’assistència femenina a les lliçons del pensador, que normalment rebutjava la presència de dones a les seves classes. Tanmateix, va esdevenir una de les seves col·laboradores i més tard una persona de confiança, convertint-se en una de les seves deixebles més fidels. El tracte amb Wittgenstein va influir de manera decisiva en l'estil filosòfic de la pensadora, heretant-ne fonamentalment el tarannà i una nova manera d’abordar els problemes tradicionals de la filosofia d’acord a com apareixia en les Investigacions Filosòfiques. Una nova manera de fer filosofia en què es presentava una clara atenció a la vida quotidiana.
Al 1946-1947 fou nomenada Research Fellow al Sommerville College (Oxford) i com a docent, els primers temes que tractà foren de teoria del coneixement i filosofia antiga a més de dictar les primeres lliçons que es donaren sobre les Investigacions Filosòfiques a la Universitat d’Oxford. Els anys compresos entre 1955 i 1959 foren molt productius i d’especial interès per la pensadora, ja que durant aquests anys, Anscombe desenvolupà les seves principals idees sobre la filosofia moral i la teoria de l’acció. És un període en què trobem la publicació de la seva obra Intention (1957) i una enorme activitat que a la vegada quedà reflectida en els Collected Papers (3 volums on es troba un recull d’articles i escrits de la pensadora). Al mateix temps, s'ocupà també de la formació de joves estudiants de filosofia, on conegué Philippa Foot, la qual ocupava en aquell moment la plaça de Tutora del Sommerville College.
Per fer filosofia, Anscombe creia necessari comptar amb certa resistència i oposició, ja que a través d’aquestes discussions filosòfiques, s'anava eliminant allò superflu i erroni per anar aclarint el problema en qüestió. Va trobar aquesta oposició en les freqüents discussions amb Philippa Foot, d'on sorgí també una influència en els interessos d’ambdues pensadores. Durant els anys que treballaren juntes al Sommerville College formaren un gran nombre d’estudiants de filosofia, com Rosalind Hursthouse o Jenny Teichman.
L’any 1967, Anscombe rebria un dels nomenaments més prestigiosos per a un acadèmic del Regne Unit en ser admesa a la British Academy.
Al 1964, Philippa Foot es traslladà als EUA i Anscombe ocupà el seu lloc de Tutora fins l’any 1970 en què li oferirien la càtedra de Filosofia de Cambridge, càtedra que havia ocupat Wittgenstein anys abans i que ocuparia fins que es jubilés al 1986. Durant aquests anys dictà lliçons fonamentalment en temes de filosofia de la ment, causalitat, metafísica i teoria de l’acció, així com d’autors com Descartes, Locke, Hume, Wittgenstein, Plató i Aristòtil. Durant l’època com a catedràtica, publicà alguns dels seus articles més coneguts i influents, “Causality and Determination” (1971) i “The First Person” (1975), així com l’article ‘Contraception and Chastity” (1972) en què criticava l’ús d’anticonceptius, un assumpte que va provocar molta polèmica als cercles acadèmics.
Després de la jubilació, continuà amb la filosofia i la vida acadèmica, iniciant una particular atenció sobre temes de bioètica com l'avortament, la contracepció o l'eutanàsia. A la vegada, Anscombe va viatjar molt donant classes i conferències en diversos països europeus i americans. A Espanya, visità en diverses ocasions la Universitat de Navarra per participar en reunions filosòfiques i impartir algun seminari. Pel reconeixement de tal labor i rellevància de la seva carrera acadèmica, l’any 1989 va rebre el doctorat honoris causa de la universitat.
Durant aquests anys, rebé altres distincions com el nomenament Doctora Honoris Causa per la Universitat de Notre Dame (1986) i per la Universitat de Lovaina la Nova (1990). Al 1996 ocupà la càtedra de l’Acadèmia Internacional de Filosofia de Liechtenstein i també fou condecorada amb la medalla Pro Ecclesia et Pontifice pel seu treball filosòfic.
Finalment, l’any 1997 patí un accident de tràfic que li provocà un ictus cerebral. El seu estat de salut anà empitjorant progressivament fins al 5 de gener de 2001, data en què va morir, amb 81 anys. Després de la seva mort, el Royal Institute of Philosophy de Londres dedicà les lectures anuals del curs 2002/2003 al tema “Modern Moral Philosophy” en referència als debats sorgits de l’article de la pensadora.

### Debat amb Clive Staples Lewis
Al llarg del segle xx, a la Universitat d’Oxford, una de les principals reunions culturals que se celebraven a l'entorn universitari era el Socratic Club. Un espai presidit per Lewis dirigit a crear un punt de trobada on poder parlar del cristianisme i les seves relacions amb la cultura, la filosofia i la ciència. El 2 de febrer de 1948 tingué lloc un dels esdeveniments més recordats del club: el comentari d’Elizabeth Anscombe al capítol III -The Self-Contradiciton of the Naturalist- de l’obra Miracles de Lewis. En aquest capítol Lewis criticava els naturalistes, és a dir, aquells que negaven l'existència dels miracles, dient que aquests eren contradictoris. La crítica girava entorn a la validesa, les causes i raons dels arguments. Anscombe, davant de l’argument de Lewis, comentà que aquest no distingia entre algunes d’aquestes nocions i que l’argument era erroni. Arran del comentari, del qual sorgí una intensa discussió, Lewis acceptà la crítica i en la següent edició del llibre l’any 1960, modificà substancialment l’article en qüestió. Un gest que Anscombe considerà un exemple d’honestedat i serietat intel·lectual per part de l’autor.

## Obra

### Amb Wittgenstein
Al 1942, Elizabeth Anscombe es traslladà a Cambridge per seguir amb els seus estudis i començà a assistir a les classes de Wittgenstein. Quan aquest va reiniciar les classes al 1944, ella era un de les seves alumnes més entusiastes. El mètode terapèutic de Wittgenstein era per ella una enorme alliberació, un mètode que tenia èxit allà on altres més teòrics havien fallat per lliurar-la de la confusió filosòfica que havia sentit als inicis a dels seus estudis.
Sempre he odiat el fenomenalisme i m'hi he sentit atrapada. No podia veure la manera de lliurar-me'n, i tampoc no m'ho creia. No servia de res assenyalar les dificultats que hi havia, les coses que Russell considerava errònies, per exemple. La força, el nervi central continuava viu i provocava un dolor atroç. Només a les classes de Wittgenstein, el 1944, vaig veure extreure'n el nervi i com el pensament central de “tinc això i defineixo el “groc”(suposem) com això” era eficaçment atacat.(Cf. G.E.M. ANSCOMBE, ‘Introduction’ en CP II viii-ix)
Del 1946 al 1947, Anscombe, que es trobava a Oxford gràcies a la beca d’investigació del Sommerville College, seguia anat a Cambridge una vegada per setmana per assistir a les classes de Wittgenstein amb la companyia d’una altra estudiant, W. A. Hijab, unes classes que, a petició de les dues alumnes, tractaven de temes de filosofia de la religió.
A finals d’any, Anscombe s'havia convertit en una de les amistats més íntimes de Wittgenstein i en una de les estudiants en qui més confiava. Tant és així que, a finals del 1948, havien estat repassant el material de les Investigacions Filosòfiques que Wittgenstein tenia acabat i, des de 1949 a 1950, Anscombe començà a treballar amb ell en la traducció del llibre, del qual la primera part quedaria traduïda sota la supervisió del mateix autor. Tasca per la qual, a més, Anscombe es traslladaria a Viena per tal de millorar el seu alemany.
Finalment, Wittgenstein nomenaria, en el seu testament, Elizabeth Anscombe, Rush Rees i Georg von Wright, marmessors (litterary executor) dels seus escrits inèdits. Anscombe quedà com a encarregada de la versió anglesa de les Investigacions Filosòfiques i von Wright de l’alemanya. A més, obtingué ajuda de la Fundació Rockfeller per treballar en els manuscrits de Wittgenstein. Al llarg dels anys es faria responsable també d’editar, traduir o publicar altres manuscrits o quaderns de l’autor com: Remarks on the Foundation of Mathematics (Oxford, 1956), Notebooks 1914-1916 (Oxford, 1961), Zettel (Oxford, 1967), On Certainy (Oxford, 1969 amb Denis Paul), Remarks on Colour (Oxfort, 1977), Remarks on the Philosophy of Psychology (Oxford, 1980). A més, al 1959, apareixeria An Introduction to Wittgenstein’s Tractatus recollint el contingut de les lliçons d’Anscombe dedicades al Tractatus entre 1955 i 1959.
Tanmateix, tot i la influència decisiva que Wittgenstein exercí en l'estil filosòfic d’Anscombe, aquesta també presentava una enorme distància amb el seu mestre respecte a alguns temes, com en el cas de la proposta ètica expressada en el Tractatus o en la Conferència sobre ètica, una proposta que rebutjaria expressament, redactant nombrosos escrits sobre ètica, tot i la sentència de silenci que el seu mestre havia dictat a les qüestions ètiques i morals.

## Intention

### Afer Truman
L’any 1956, quan la Universitat d’Oxford presentà la proposta de conferir el doctorat honoris causa al president americà Harry Truman, Anscombe s'hi oposà enèrgicament per la responsabilitat que aquest havia tingut en les bombes sobre Nagasaki i Hiroshima. Davant de l'esdeveniment, va redactar un pamflet titulat Mr. Truman’s Degree, on es resumia el moment històric, els arguments que defensava l’autora, detalls de la reunió en la qual s'havia votat la proposta i, finalment, una crítica a la filosofia moral que es feia a Oxford. Aquest esdeveniment significà l’origen de la investigació de la pensadora sobre el significat de la intencionalitat de les accions humanes. Investigació que portà a una sèrie de lliçons i conferències que acabarien formant la base de l’obra Intention (1957) així com la publicació un any més tard de l’article Modern Moral Philosophy, uns escrits en què Anscombe volia explicar per què llançar dues bombes atòmiques fou una mala acció i que el responsable n’era Truman.

### Intention
Intention, publicat al 1957, és possiblement l’obra més coneguda de l’autora. És una obra considerada com el document fundacional de la teoria contemporània de l’acció, recuperant la filosofia pràctica per al món analític. Un estudi en què s'analitzen diverses qüestions fonamentals de la filosofia de l’acció, centrades en la dilucidació del concepte d’intenció i del paper que la intenció presenta en la conducta humana. Aquest llibre estaria format per un recull del curs de conferències realitzades per l’autora al mateix any de la publicació a la Universitat d’Oxford dedicades a l'estudi de la intencionalitat de les accions humanes, així com els resultats, concernents a aquest tema en particular, de l'estudi iniciat durant la seva permanència com a investigadora emèrita a la Universitat de Sommerville. A la vegada, Intention és qualificat com el llibre més complex d’Elizabeth Anscombe.
Dues ressenyes de l'obra:
JARVIS, J. Book Review of Anscombe, G.E.M, ‘Intention’, Oxford: Basil Blackwell (1957) en ‘The Journal of Philosophy’, 56 (1959), p. 31
BAIER, K. Critical Notice of Anscombe, G.E.M., ‘Intention’, Oxford, Blackwell, 1957 en ‘The Australian Journal of Philosophy’, 38 (1960), p. 71

## Ètica
És comunament acceptat que Elizabeth Anscombe ocupa un lloc rellevant en la filosofia moral contemporània. Responsable, a la vegada, de l’interès creixent de la filosofia anglosaxona per l'ètica de la virtut tot i ser aquesta una posició diferent a la seva. Anscombe considerava que la llei moral en el sentit habitual havia perdut el seu sentit, rebutjant així la noció moderna de ‘deure moral’. La seva proposta, en canvi, pretenia recuperar la normativitat pròpia de la moral.
Hi ha un punt fonamental del seu pensament i és la convicció que existeixen algunes accions dolentes, accions que per cap concepte o circumstància poden estar bé o pot estar justificat realitzar-les. Sense aquestes, la filosofia moral perd el seu sentit i esdevé un mer càlcul d’oportunitats. D’aquesta manera Anscombe criticarà fermament el conseqüencialisme, el qual es trobaria a la base de la filosofia moderna, i al qual s'enfrontarà amb un model de racionalitat pràctica que constituirà una excel·lent refutació dels seus fonaments teòrics. El seu treball Modern Moral Philosophy (1958) tingué un paper molt significatiu en la renovació contemporània de la noció aristotèlica de les virtuts i la investigació sobre filosofia d’allò mental.
Aquest interès creixent d’Anscombe per temes ètics sorgiria a la dècada dels 50, degut a les lectures que feia per assessorar les alumnes de Sommerville en els estudis d’ètica. A la vegada, preocupada pel tipus de filosofia moral que es feia a Oxford, una preocupació que es reflecteix en les diferents publicacions en què criticà el panorama de la filosofia moral britànica a la primera meitat del segle xx.

## Lectures de la seva obra
Obres escrites en honor seu per part d’estudiants i companys:
- DIAMOND, C. I TEICHMAN, J. (eds); Intention and Intentionality. Essays in Honour of G.E.M.Anscombe, The Hardvester Press Limited, Brighton, 1979.
- GORMALLY, L. (ed) Moral Truth and Moral Tradition. Essays in Honour of Peter Geach and Elizabeth Anscombe, Fourt Court Press, Dublin, 1994.
- TEICHMANN, R. (ed.) Logic, Cause & Action. Essays in Honour of Elizabeth Anscombe, Royal Institute of Philosophy, Philosophy Supplement:46, Cambridge University Press, Cambridge, 2000.
- TEICHMANN, R. The Philosophy of Elizabeth Anscombe, Oxford: Oxford University Press, Abril, 2008 (Monografia)